# Anita Gillette
Anita Gillette (* 16. August 1936 in Baltimore, Maryland als Anita Luebben) ist eine US-amerikanische Schauspielerin.

## Karriere
Gillette begann ihre Schauspielkarriere beim Theater und machte 1959 ihr Broadway-Debüt als Ensemblemitglied des Musicals Gypsy. Insgesamt ist sie in rund einem Dutzend Produktionen am Broadway aufgetreten, darunter in den 1960er-Jahren in der Rolle der Sally Bowles in Cabaret. 1978 war sie für ihren Auftritt in Neil Simons Komödie Chapter Two für den Tony Award als Beste Hauptdarstellerin nominiert.
Bereits 1961 hatte Gillette ihr Fernsehdebüt gemacht, doch erst ab Ende der 1970er-Jahre stand sie vermehrt für Film- und Fernsehproduktionen vor der Kamera. Bekannt wurde Gillette vor allem durch die Rolle von Quincys Ehefrau Dr. Emily Hanover in der Krimiserie Quincy. In einer früheren Folge spielte sie zudem Quincys verstorbene Frau Helen. Daneben war Gillette in Nebenrollen in Filmen wie Mondsüchtig und Kaffee, Milch und Zucker sowie als Gastdarstellerin in Fernsehserien wie Law & Order, Frasier und Sex and the City zu sehen.
Aus ihrer ersten, geschiedenen Ehe zwischen 1957 und 1968 hat die Schauspielerin zwei Söhne. Von 1982 bis zu dessen Tod 1999 war sie mit Armand Coullet verheiratet.

## Filmografie (Auswahl)
- 1961: Route 66 (Fernsehserie, Folge 2x11)
- 1972: So ein Affentheater (Me and the Chimp, Fernsehserie, 13 Folgen)
- 1973: Bob & Carol & Ted & Alice (Bob & Carol & Ted & Alice, Fernsehserie, 12 Folgen)
- 1977: Ameisen – Die Rache der schwarzen Königin (It Happened at Lakewood Manor, Fernsehfilm)
- 1979: Trapper John, M.D. (Fernsehserie, Folge 1x08)
- 1979–1983: Quincy (Fernsehserie, 17 Folgen)
- 1985: Brooklyn Murder (Brass, Fernsehfilm)
- 1986: Chefarzt Dr. Westphall (St. Elsewhere, Fernsehserie, Folge 4x17 Die Zeit heilt Wunden – Teil 1)
- 1986: Du schon wieder (You Again?, Fernsehserie, Folge 2x12)
- 1987: Mondsüchtig (Moonstruck)
- 1988: Was für ein wundervolles Leben…? (Bum Rap)
- 1988–1989: Verrückte Zeiten (Almost Grown, Fernsehserie, 13 Folgen)
- 1992: Bob Roberts
- 1994: Verrückt nach dir (Mad About You, Fernsehserie, Folge 3x04)
- 1995: Kaffee, Milch und Zucker (Boys on the Side)
- 1996: Law & Order (Fernsehserie, Folge 6x10 Die Vergangenheit von Miss Costello)
- 1996: Die dicke Vera (Larger than Life)
- 1996: She’s the One
- 1996: Ben Tyler – Sein einzigartiger Sommer (The Summer of Ben Tyler, Fernsehfilm)
- 1997: A Christmas Memory (Fernsehfilm)
- 2000: Frasier (Fernsehserie, Folge 7x17 Korkmeister Crane)
- 2000: Sex and the City (Fernsehserie, Folge 3x15 Kinder, Kinder)
- 2000: Normal, Ohio (Fernsehserie, 12 Folgen)
- 2001: Criminal Intent – Verbrechen im Visier (Law & Order: Criminal Intent, Fernsehserie, Folge 1x07 Todesengel)
- 2002: Der Super-Guru (The Guru)
- 2004: Darf ich bitten? (Shall We Dance?)
- 2005: The Great New Wonderful
- 2005–2007: Familienstreit de Luxe (The War at Home, Fernsehserie, 5 Folgen)
- 2005–2012: CSI: Vegas (CSI: Crime Scene Investigation, Fernsehserie, 4 Folgen)
- 2006: Hiding Victoria
- 2007, 2010: 30 Rock (Fernsehserie, 2 Folgen)
- 2009: Cold Case – Kein Opfer ist je vergessen (Cold Case, Fernsehserie, Folge 7x01 Die Überfahrt)
- 2010: Law & Order: Special Victims Unit (Fernsehserie, 2 Folgen)
- 2012: Shake It Up – Tanzen ist alles (Shake It Up, Fernsehserie, Folge 2x23 Shake it Up, Baby!)
- 2012: The Fitzgerald Family Christmas
- 2013: Modern Family (Fernsehserie, Folge 4x24 Trauer sucht Frau)
- 2013: Blue Bloods – Crime Scene New York (Blue Bloods, Fernsehserie, Folge 4x09)
- 2015: Elementary (Fernsehserie, Folge 3x20 Zeit ist Geld)
- 2015: Public Morals (Fernsehserie, 2 Folgen)
- 2016: Chicago Med (Fernsehserie, Folge 2x05)
- 2018–2019: After Forever (Fernsehserie, 7 Folgen)